# Argyresthia pruniella
Argyresthia pruniella (міль брунькова вишнева) — вид лускокрилих комах родини Argyresthiidae.

## Поширення
Природно вид поширений в Європі та Малій Азії. Завезений до Північної Америки.

## Опис
Розмах крил 10–13 мм. Передні крила червонувато-коричневого кольору з білою дормально смугою і темно-коричневою трансверсальною смугою. Антени білі з коричневими смугами. Уздовж нижнього краю переднього крила розташований ряд білих плям. Задні крила бурі і дуже вузькі, з дуже довгими волосками. Гусениці блідо-зелені з коричневою головою.

## Спосіб життя
Метелики літають від початку липня до кінця серпня. Зимують яйця. Личинки олігофагові. Основними рослинами-господарями є яблуко, абрикос, вишня, персик, слива, груша і ліщина. Личинка живе у бруньках. Заляльковується у ґрунті.